# Опыты (журнал)
«Опыты» — литературный журнал русской эмиграции, выходивший в Нью-Йорке с 1953 по 1958 годы. Всего вышло 9 номеров. Издателем стала отошедшая от поддержки «Нового журнала» Мария Цетлина (её имя значится в первых шести номерах).
Редактором первых трёх номеров был коммерсант Роман Гринберг, соредактором при нём был назначен музыкант Всеволод Пастухов. С четвёртого номера журнал редактирует Юрий Иваск.
После войны это был первый чисто литературный журнал русского зарубежья. По характеристике Вольфганга Казака, это «журнал с серьёзными запросами; его профиль — литературная критика и история эмигрантской литературы». В «Опытах» опубликованы проза Бориса Поплавского, письма Марины Цветаевой к Анатолию Штейгеру, воспоминания Владимира Набокова. Постоянными авторами критического раздела были Георгий Адамович, Владимир Вейдле, Юрий Иваск, Владимир Марков, Фёдор Степун, Глеб Струве, Юрий Терапиано. В разделе поэзии печатались Нина Берберова, Георгий Иванов, Дмитрий Кленовский, Сергей Маковский, Ирина Одоевцева, Владимир Смоленский, Игорь Чиннов.
Издание прекратилось из-за конфликта издателя с редактором: сначала Цетлина без согласования с Иваском сняла апологетическую статью Е. Извольской о царской семье, затем Иваск отклонил стихи А. А. Биска, давнего друга Цетлиной. Иваск ушёл из журнала, не закончив работу над десятым выпуском.